# Dolce2
『dolce2』（ドルチェ ツー）は、テレビアニメ『D.C.S.S.』のオリジナルアルバム。2005年12月21日にLantisから発売された。

## 概要
テレビアニメ『D.C.S.S.』のボーカルアルバム。劇中で使用された挿入歌、主題歌が収録されている。CDジャケットには、朝倉音夢とアイシアがプリントされている。

## 収録曲
1. 夕顔とオレンジ雲
歌：rino
作詞・作曲：rino、編曲：大久保薫
  - 挿入歌
2. 闇に揺れる陽だまり
歌：rino
作詞・作曲：rino、編曲：大久保薫
  - 挿入歌
3. アンダンテ
歌：rino
作詞・作曲：rino、編曲：大久保薫
  - 挿入歌

白河ことりのキャラクターソング「アンダンテ」のセルフカバー。
4. 恋愛スケッチ
歌：yozuca*
作詞・作曲：rino、編曲：河合英嗣、strings arrange：大久保薫
  - 挿入歌
5. Dear your mind
歌：yozuca*
作詞・作曲：yozuca*、編曲：大久保薫
  - 挿入歌

朝倉音夢のキャラクターソングの「Dear your mind」のセルフカバー。
6. 胸に散る時の葉
歌：rino
作詞・作曲：rino、編曲：大久保薫
  - 挿入歌

芳乃さくらのキャラクターソングの「胸に散る時の葉」のセルフカバー。
7. ハッピーバスケット
歌：yozuca*
作詞・作曲：rino、編曲：河合英嗣、strings arrange：大久保薫
  - 挿入歌
8. 記憶ラブレター
歌：CooRie
作詞・作曲:rino、編曲:大久保薫
  - エンディングテーマ
9. サクライロノキセツ -short ver.-
歌：yozuca*
作詞・作曲：tororo、編曲：Angel Note
10. 暁に咲く詩 -short ver.-
歌：CooRie
作詞・作曲：rino、編曲：大久保薫